# Elvis (film fra 2022)
Elvis er en amerikansk spillefilm fra 2022 af Baz Luhrmann.

## Medvirkende
- Austin Butler som Elvis Presley
- Tom Hanks som Colonel Tom Parker
- Olivia DeJonge som Priscilla Presley
- Helen Thomson som Gladys Presley
- Richard Roxburgh som Vernon Presley